# 공주 수원사지
공주 수원사지(公州 水源寺址)는 대한민국 월성산 서북쪽 산기슭에 자리잡고 있는 절터로 수원사에 기록된 미륵선화의 내용으로 보아 6세기 후반에는 존재하였음을 알 수 있다. 현재 사지 일대는 잔디밭으로 정비되어 있는데, 탑의 지대석과 석재 일부가 지표상에 노출되어 있다. 1982년 12월 31일 충청남도의 기념물 제36호로 지정되었다.

## 미륵선화의 화신
흥륜사의 중 진자(眞慈)는 항상 미륵상 앞에서 부처님이 화랑으로 이 세상에 나타나기를 기원하였는데, 그 공효로 미시랑이 태어났다. 하루는 꿈 속에서 수원사(水源寺)에 가면 미륵선화를 볼 수 있다고 하여 찾아다니다 아름다운 외모의 소년을 만났는데, 후에 그가 미륵선화임을 뒤늦게 알고는 경주 근처를 헤메다가 영묘사(靈妙寺) 근처에서 다시 찾아냈고 진자가 그의 내력에 대해서 물어보니 이름을 "미시(未尸)"라 하였으며 부모를 일찍 잃어 성을 알지 못한다고 말하였다. 데려다가 진지왕에 보이니 국선(國仙)을 삼았다. 낭도와 화목하고 예의(禮儀), 풍교(風敎)가 달랐다. 7년이 지난 후 홀연히 사라졌는데 진자는 슬퍼하다가 도를 닦으며 여생을 마쳤다.

## 현지 안내문
이곳은 백제 시대에 세워진 수원사터로 추정되는 곳이다. 웅천주의 수원사에 가면 미륵선화를 볼 수 있다는 삼국유사의 기록으로 보아 이미 백제시대에 수원사가 있었음을 알 수 있다.
주변에 석탑의 일부분이 남아 있으며, 1957년 발굴조사 때에 곱돌로 만든 작은 탑과 청동으로 만든 청동방울 및 탑의 조각 등이 발견되었다. 1991년 1차 발굴조사 결과 금당지와 4개소의 건물지가 확인되었다.

## 참고 문헌
- 공주 수원사지 - 국가유산청 국가유산포털